# Station Eijsden
Station Eijsden is het spoorwegstation van Eijsden. Het station werd geopend op 24 november 1861. Tussen 10 december 2006 en 11 december 2011 was het station gesloten, omdat de intercity tussen Maastricht en Brussel er niet kon stoppen. Het is het zuidelijkst gelegen station in Nederland.
Een belemmering bij de exploitatie vanuit Nederlandse richting is het feit dat het station sinds de elektrificatie in 1985 op het Belgische net is aangesloten. Tussen Maastricht Randwyck en Eijsden ligt de spanningssluis met de overgang van 1500 V (Nederland) naar 3000 V (België) gelijkstroom ter hoogte van de Karosseer. Het station is niet te bereiken met het Nederlandse elektrische materieel dat slechts geschikt is voor een spanning van 1500 V.
Op het station zijn OV-chipkaartlezers van NS geplaatst voor Nederlandse reizigers. Dit omdat NS aan NMBS opdracht heeft verleend tot het bedienen van station Eijsden. Voor het in- en uitchecken worden NS en NMBS als één vervoerder beschouwd.

## Sluiting 2006 - 2011
Per 10 december 2006 verlengde de NMBS de route van de Intercity Brussel – Luik voor een proefperiode van twee jaar naar Maastricht, om hiermee Zuid-Limburg een snellere verbinding te bieden met België. Vanwege de lengte van deze Intercity was een stop te Eijsden niet meer mogelijk, de perrons waren te kort. Bovendien lag het aantal reizigers per dag onder de 500, hetgeen te laag is volgens de NS-normen. Na de proefperiode bleek eind 2008 dat de nieuwe verbinding dermate succesvol was dat de Intercity definitief in de dienstregeling werd opgenomen. Een heropening van station Eijsden was daardoor voorlopig van de baan. In 2011 besloot de NMBS de intercityverbinding Maastricht - Brussel op te heffen. Vanaf 11 december 2011 reed er weer een L-trein tussen Maastricht en Luik die ook in Eijsden stopte. Deze treinverbinding werd door de NMBS geëxploiteerd.

## Treinverbindingen
Vanaf de treindienstregeling 2015 wordt Eijsden aangedaan door de S-trein Maastricht - Luik-Guillemins - Tongeren - Hasselt, die overal stopt. De trein rijdt tussen Maastricht en Hasselt een omweg.

## Treindienst
| Serie            | Treinsoort                                             | Route                                                                                       | Bijzonderheden |
| ---------------- | ------------------------------------------------------ | ------------------------------------------------------------------------------------------- | --- |
| 18900 RE 18 S 43 | Sneltrein / Regional-Express / S-trein (Arriva / NMBS) | (Luik-Guillemins – Eijsden – ) Maastricht – Heerlen – Landgraaf – Herzogenrath – Aachen Hbf | Drielandentrein (LIMAX). Tussen Luik-Guillemins en Maastricht wordt 1x/uur gereden. Tussen Maastricht en Aachen wordt 2x/uur gereden. |

Tot juni 2024 werd het station bediend door een NMBS-trein die reed van Maastricht naar Luik-Guillemins of Hasselt. Per 30 juni is de Drielandentrein doorgetrokken naar Luik en deze stopt sindsdien ook in Eijsden. Hiermee is de Belgische trein komen te vervallen.

## Afbeeldingen

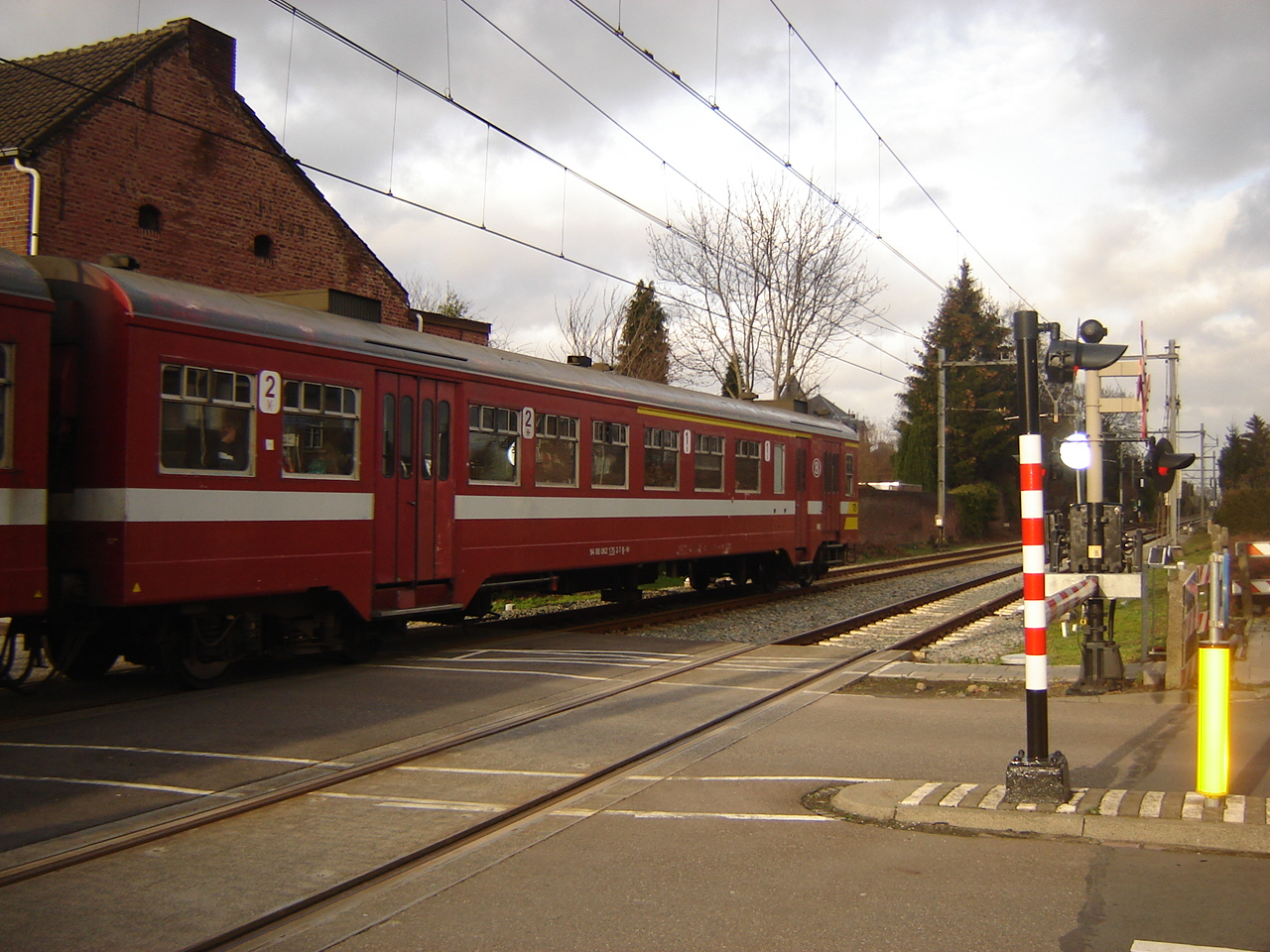
Vertrekkende trein bij station Eijsden
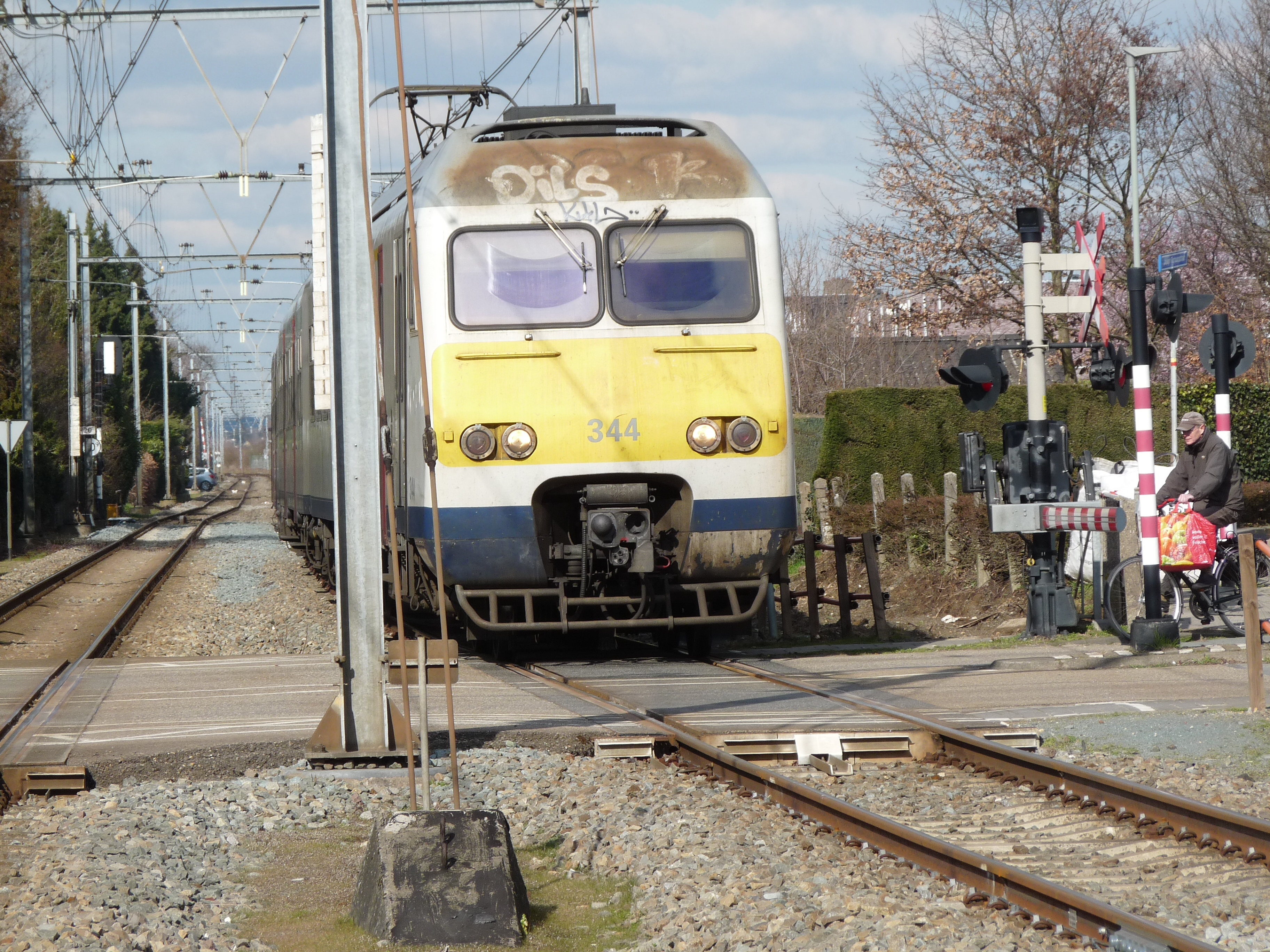
Belgische trein rijdt het station binnen
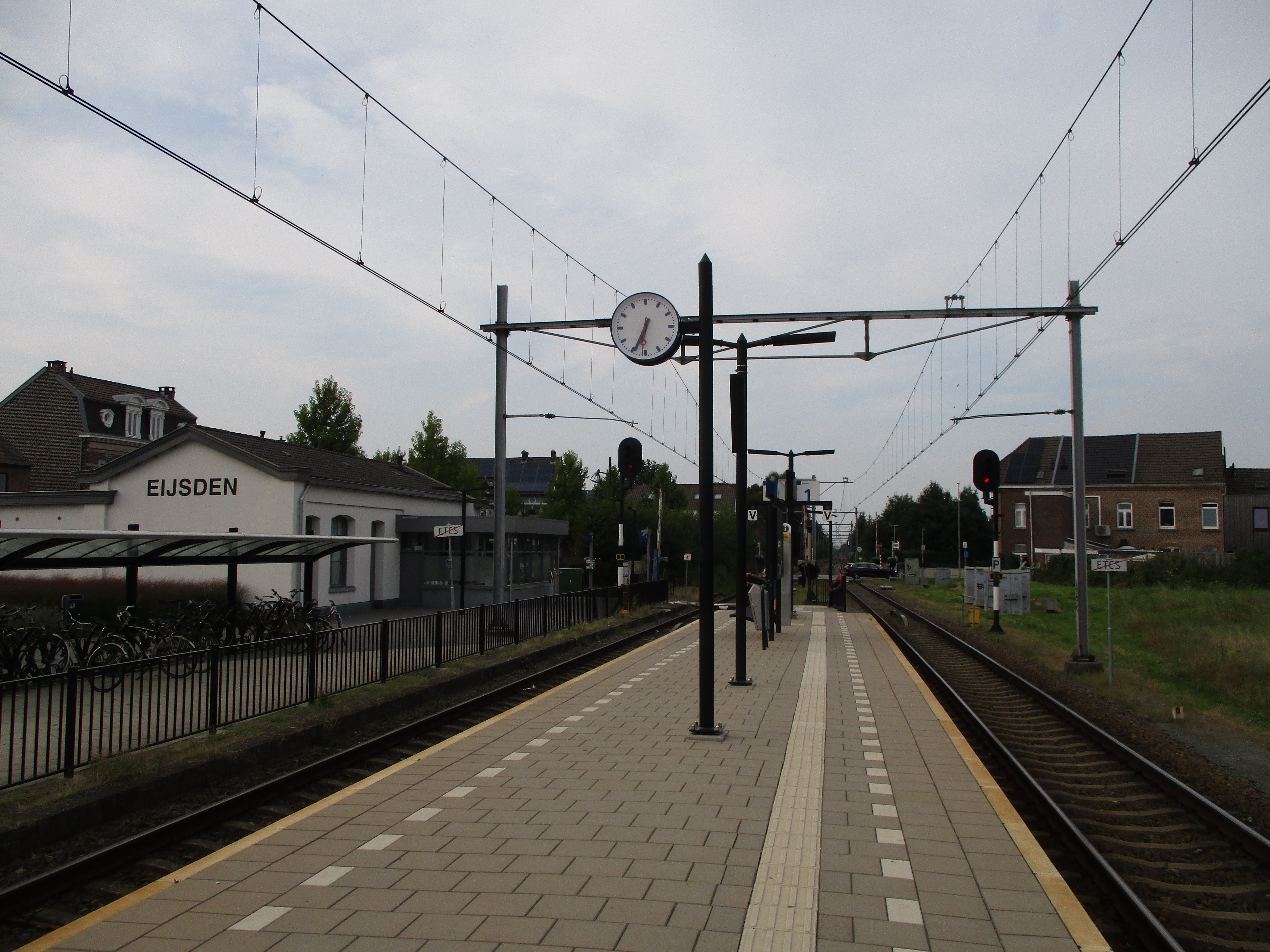
Het perron
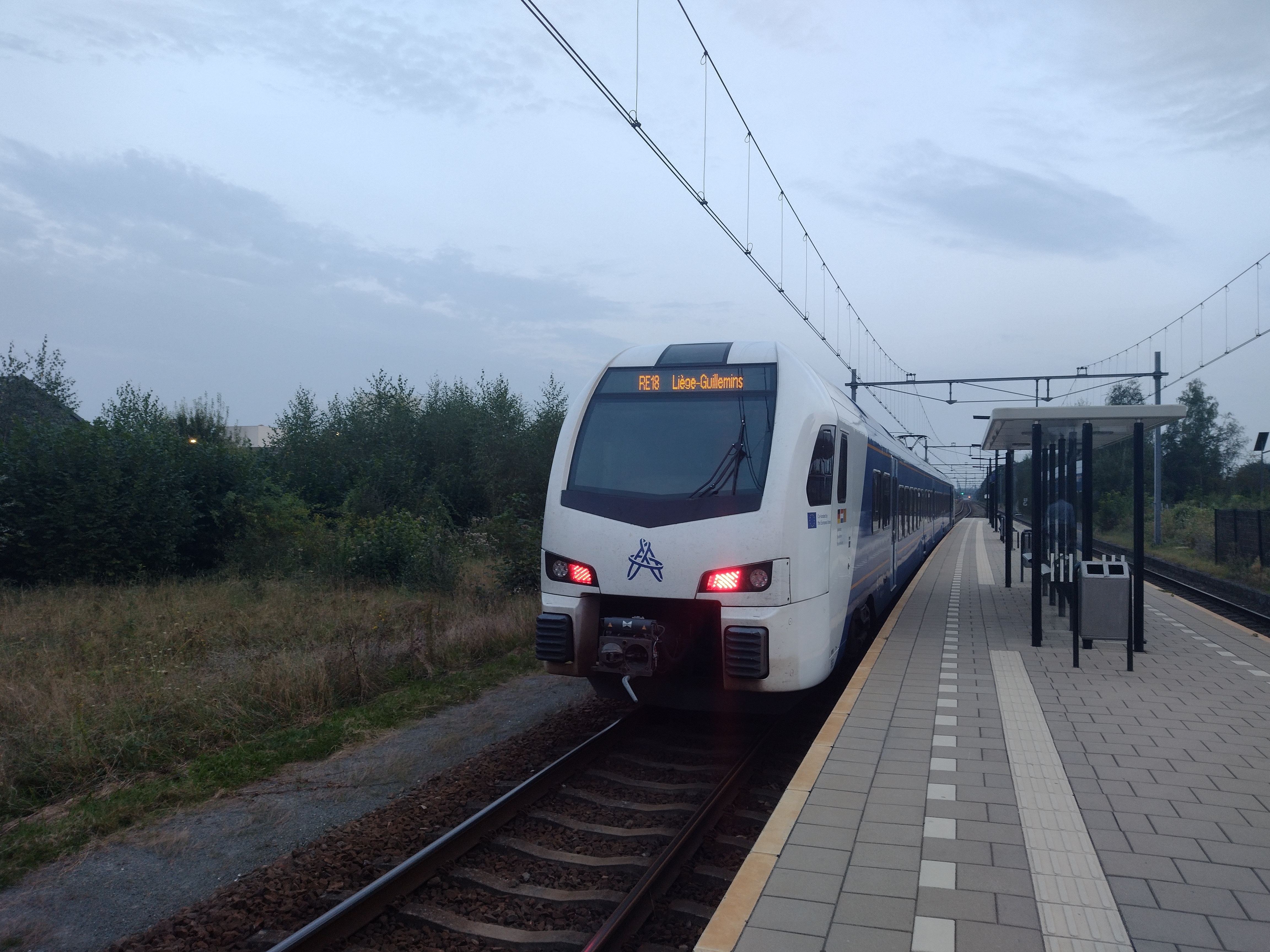
Arriva Flirt op het station
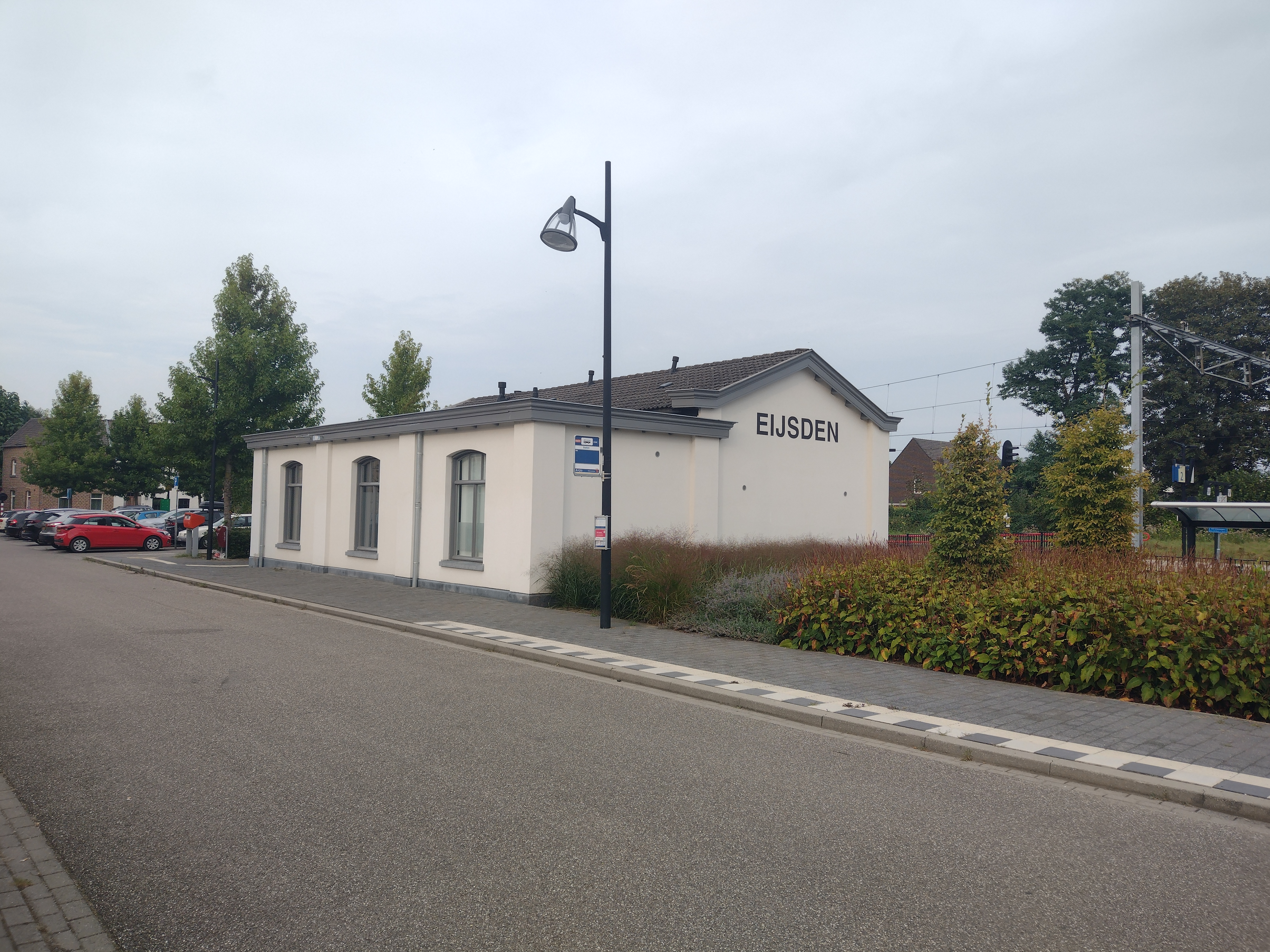
Het stationsgebouw

## Goederenvervoer
Station Eijsden is ook decennialang geopend geweest voor goederenvervoer. Naast de beide reizigerssporen lag er daarvoor een klein emplacement met 5 goederensporen. Vanaf die sporen liep er een bedrijfsaansluiting naar de fabrieken van de Maastrichtse Zinkwit Maatschappij die de door haar geproduceerde stoffen meestal per ketelwagen vervoerde. Het laatste vervoer betrof het transport van zeolieten naar de Lever fabriek in Vlaardingen, waar het werd gebruikt voor de productie van wasmiddelen. Het goederenvervoer vanuit Eijsden is rond 1985 beëindigd. Eijsden is nog wel een grensstation in het huidige goederenvervoer (grenspunt Eijsden-Visé). Dagelijks passeren er nog treinen die kalkproducten uit de groeves in Hermalle en Jemelle in België vervoeren naar Tata Steel in Beverwijk.

## Voor- en natransport
De bushalte bij het station kwam per 11 december 2016 te vervallen, werd per 10 december 2017 weer in de dienstregeling opgenomen als halte voor de buurtbus. Per 11 december 2022 kwam deze halte weer te vervallen, om vervolgens per 2 april 2024 weer bediend te worden door de buurtbus.

## Keizer Wilhelm II op station Eijsden

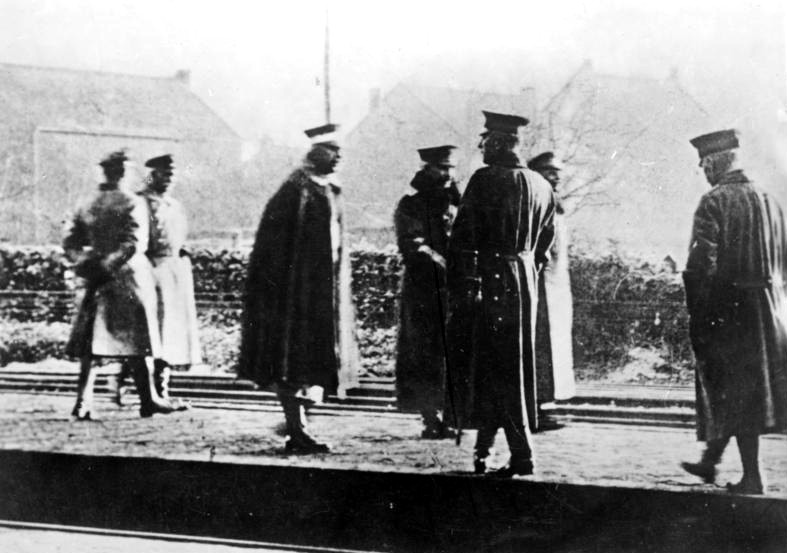
Keizer Wilhelm II (in het midden) neemt afscheid van zijn gevolg op het perron van Station Eijsden; 10 november 1918.

In de vroege morgen van zondag 10 november 1918, op het einde van de Eerste Wereldoorlog, werd er op het station van Eijsden geschiedenis geschreven. De Nederlandse douaniers en grenssoldaten stonden klaar voor de (zoveelste) trein met oorlogsvluchtelingen die uit Belgische richting kwam. Het was hun taak om te bepalen of de vluchtelingen, meestal Belgen, werden teruggestuurd, of naar vluchtelingen- of interneringskampen gebracht werden. De trein van die dag was anders. Het was de trein van Keizer Wilhelm II van Duitsland. De keizer zelf was met zijn gevolg per auto vanuit het Belgische Spa naar de grenspost gereden, vanwaar men mocht doorrijden naar het station om de trein op te wachten.
De keizer was door zijn generale staf medegedeeld (op 9 november 1918) dat hij de oorlog verloren had en dat de bevolking in Duitsland in opstand was gekomen: tegen hem, de regerende aristocratie en de legerleiding; de zogenaamde Novemberrevolutie. Ten gevolge daarvan was hij inmiddels door zijn rijkskanselier voor afgezet verklaard en durfde de (nu ex-) keizer niet terug naar zijn eigen land en bovendien wilden de geallieerden, die keizer Wilhelm als hoofdverantwoordelijke voor de oorlog zagen, hem arresteren en berechten voor oorlogsmisdaden. De keizer had diezelfde dag besloten om asiel aan te vragen in het neutrale Nederland, de enige uitweg voor hem, en was in de nacht zijn hoofdkwartier in Spa ontvlucht.
De officier van wacht besloot onmiddellijk zijn meerdere op de hoogte te laten brengen, die in de kazerne van Maastricht verbleef. Nadat deze zelf poolshoogte was komen nemen, werd er onmiddellijk een telegram naar Den Haag gestuurd. Tegen de tijd dat de Nederlandse regering en Koningin Wilhelmina op de hoogte waren gebracht, een besluit hadden genomen, en het antwoord terug was gestuurd, waren er ongeveer 48 uur verstreken. Gedurende deze tijd had de keizer zitten wachten met zijn trein op het station van Eijsden. Inmiddels was in het Franse Compiègne op 11 november de wapenstilstand getekend. De tijd drong dan ook voor de keizer, die zich officieel nog altijd op Belgisch grondgebied bevond, waar hij als oorlogsmisdadiger opgepakt zou kunnen worden.
In de morgen van 12 november kwam het voor hem verlossende bericht: zijn asielaanvraag was goedgekeurd. In alle haast werd een groot aantal grenssoldaten opgetrommeld die in de buurt gestationeerd waren. Zij moesten een erehaag vormen en de keizer officieel welkom heten op Nederlands grondgebied. Verschillende soldaten waren echter anti-Duits en weigerden de keizer te groeten. De trein vertrok met de keizer van Eijsden via Maastricht, Venlo, Nijmegen en Arnhem naar Maarn. De bevolking kreeg al snel lucht van de asielaanvraag van de keizer en overal langs de spoorlijn stonden toeschouwers de passerende trein te bekijken en in veel gevallen uit te jouwen want geliefd was Wilhelm niet na de wreedheden gepleegd door Duitsers tegen de Belgische burgerbevolking. Na aankomst in Maarn kreeg Wilhelm voorlopig onderdak in kasteel Amerongen. Keizer Wilhelm zou Nederland nooit meer verlaten. Hij overleed meer dan twee decennia later (in 1941) in Huis Doorn, een klein kasteeltje op de Utrechtse heuvelrug dat ex-keizer Wilhelm in 1919 had gekocht en vanaf 1920 permanent bewoonde.
0,6: Luik-Vennes·
3,1: Luik-Cornillon ·
4,9: Bressoux ·
5,9: Jupille ·
8,0: Souverain-Wandre ·
8,8: Wandre ·
10,2: Château-de-Cheratte ·
10,9: Cheratte ·
12,0: Sarolay ·
13,0: Argenteau ·
13,4: Pont d'Argenteau · 
15,1: Sauvré ·
16,5: Pont-de-Visé ·
17,7: Wezet ·
Visé Haut ·
19,8: Eijsden ·
22,3: Maarland ·
24,1: Gronsveld ·
27,1: Heer ·
27,2: Maastricht Randwyck ·
28,8: Maastricht
Beek-Elsloo ·
Blerick · 
Bunde · 
Chevremont · 
Echt ·
Eijsden ·
Eygelshoven ·
-Markt · 
Geleen:
-Lutterade · 
-Oost · 
Heerlen ·
-Woonboulevard ·
Hoensbroek · 
Horst-Sevenum · 
Houthem-Sint Gerlach · 
Kerkrade Centrum ·
Klimmen-Ransdaal · 
Landgraaf · 
Maastricht ·
-Noord · 
-Randwyck · 
Meerssen ·
Mook-Molenhoek ·
Nuth · 
Reuver · 
Roermond ·
Schin op Geul · 
Schinnen · 
Sittard · 
Spaubeek · 
Susteren · 
Swalmen · 
Tegelen · 
Valkenburg · 
Venlo · 
Venray ·
Voerendaal · 
Weert
Voormalige stations: zie de lijst van voormalige spoorwegstations in Limburg (Nederland)